# Vestlandet
Vestlandet (wym. norw. /ˈvɛstˈlɑnə/) – region w południowo-zachodniej Norwegii, położony wzdłuż wybrzeża Oceanu Atlantyckiego. Obejmuje obecnie trzy okręgi (fylke): Møre og Romsdal, Vestland i Rogaland, dawniej zaliczano do niego także Sørlandet (Agder), zachodnią część Telemarku, Hallingdal, Valdres i północną część doliny Gudbrandsdalen . Region zajmuje powierzchnię 58 582 km² i w 2015 liczył 1 350 548 mieszkańców. Główne miasta regionu to Bergen i Stavanger. Przede wszystkim na dialektach Vestlandetu Ivar Aasen oparł nynorsk, obecnie jeden z dwóch standardowych wariantów zapisu języka norweskiego . W tym regionie wariant ten jest także używany najczęściej, chociaż przede wszystkim na obszarach wiejskich.
Vestlandet notuje znaczny wzrost gospodarczy od 1969 roku, kiedy rozpoczęto eksploatację złóż ropy naftowej na skalę przemysłową. Region charakteryzuje się najniższym bezrobociem i przestępczością, a także najbardziej innowacyjną gospodarką, chociaż zwrócono uwagę na jej uzależnienie od przemysłu paliwowego.

## Geografia

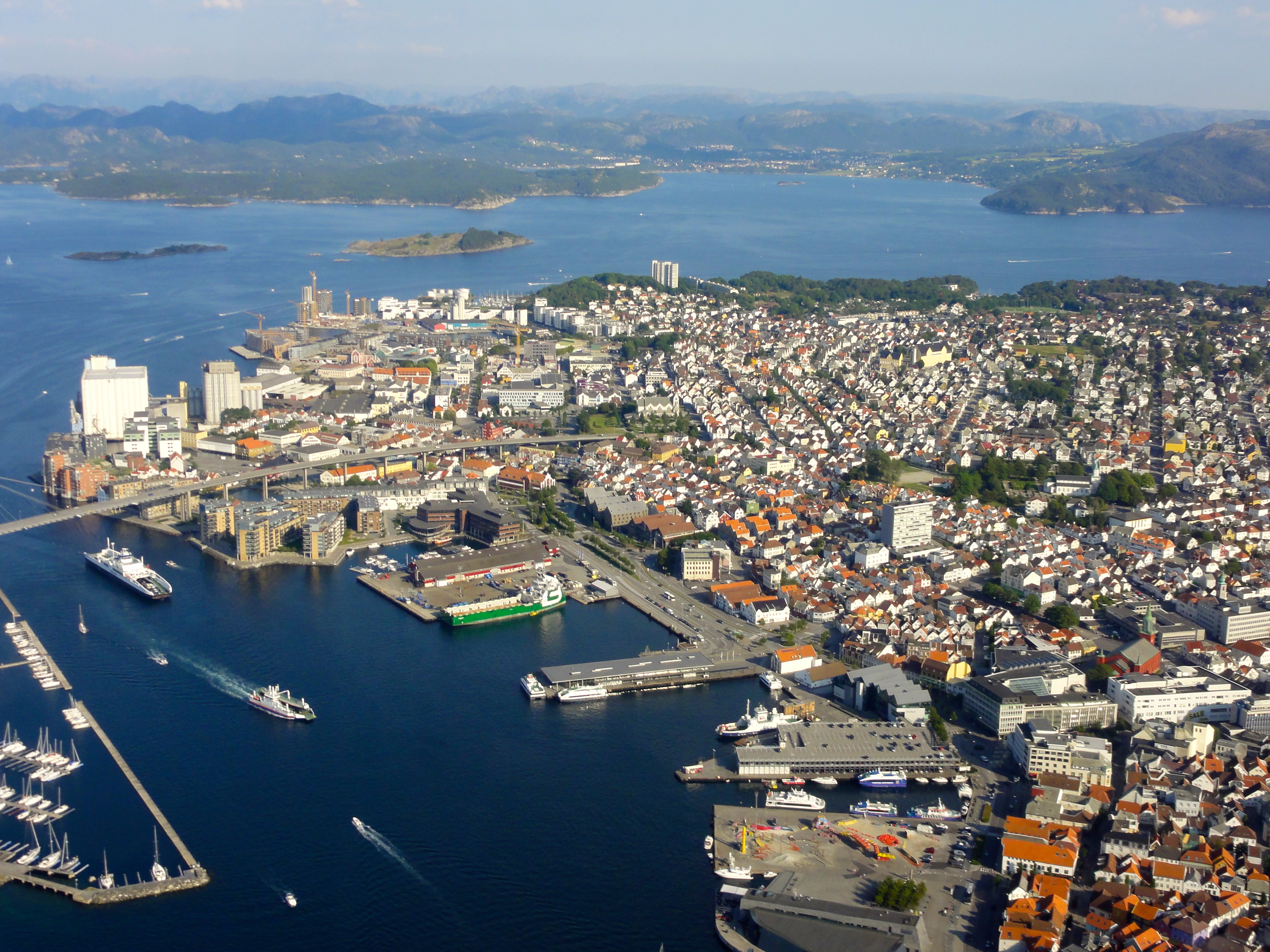
Stavanger, główny ośrodek przemysłowy regionu

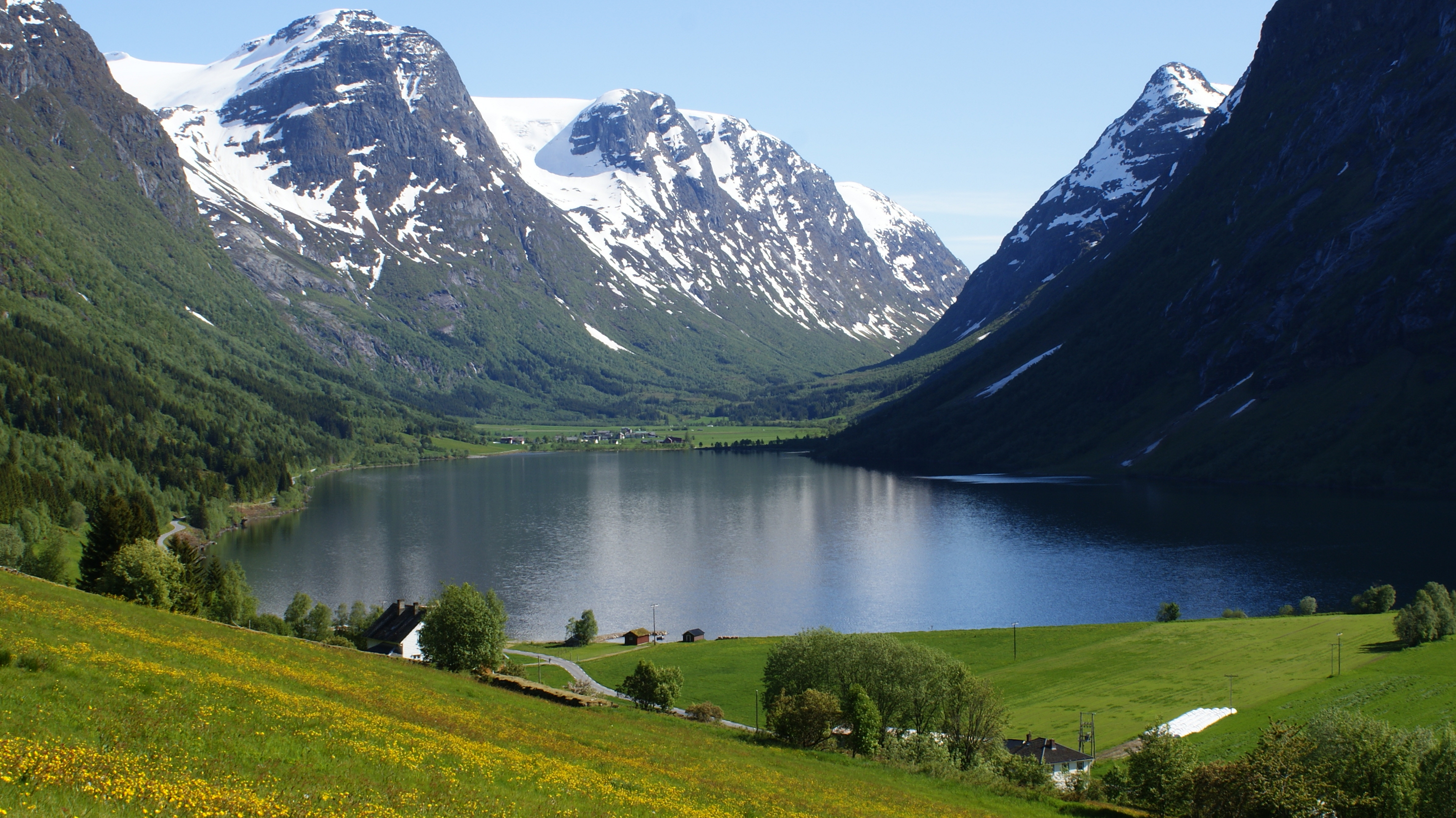
Dolina Myklebustdalen i jezioro Sanddalsvatnet.

### Położenie i ukształtowanie powierzchni
Vestlandet położony jest w południowo-zachodniej części Norwegii, mniej więcej między 59°N a 63°N i 5°E a 8°E, wzdłuż wybrzeża Morza Północnego i Morza Norweskiego (części Oceanu Atlantyckiego). Charakterystyczne dla wybrzeża są fjordy, w tym najdłuższe w kraju Sognefjorden (205 km) i Hardangerfjorden (179 km). Wschodnie krańce regionu sięgają płaskowyżu Hardanger i Jotunheimen, najwyższego pasma Gór Skandynawskich. W południowej części Vestlandetu dominuje krajobraz wyżynny, szczególnie w rolniczym rejonie Jæren, położonym na południe od Stavanger.

### Podział administracyjny
Vestlandet dzieli się na cztery okręgi (fylke), w których skład wchodzi łącznie 121 gmin (kommune). Największym okręgiem jest Sogn og Fjordane o łącznej powierzchni 18 623 km², a najmniejszym – Rogaland, zajmujący łącznie 9378 km². Sogn og Fjordane jest jednocześnie okręgiem o najmniejszej liczbie mieszkańców (109 170 w 2015); najwięcej mieszkańców liczy Hordaland (511 357 w 2015). Wśród gmin, najludniejsze jest Bergen (275 112 mieszkańców w 2015), a najmniej osób zamieszkuje gminę Utsira (206 w 2015, najmniej w całej Norwegii). Najmniejszą powierzchnię ma gmina Kvitsøy (6,17 km²), a największą – gmina Luster (2706,54 km²). Poszczególne okręgi współpracują w ramach regionalnej rady Vestlandsrådet.